# Bugsy Siegel
Benjamin Siegel, conhecido como Bugsy Siegel (Williamsburg, 28 de fevereiro de 1906 — Beverly Hills, 20 de junho de 1947), foi um gangster norte-americano aliado à Família Genovese.

## Biografia
Apelidado de "Bugsy" (o Inseto), Siegel era conhecido por ser implacável para com os associados mafiosos que a Cosa Nostra considerava traidores e adquiriu notoriedade como um dos "gangsters" mais famosos e temidos da sua época. Descrito como bonitão e carismático, tornou-se num dos primeiros gangsters a ganhar celebridade, podendo-se considerá-lo como o impulsionador do desenvolvimento da chamada "Las Vegas Strip". Siegel foi um dos fundadores e líder da Murder Incorporated e um dos principais contrabandistas de bebidas durante a Lei Seca. Quando a Lei Seca foi revogada em 1933, os seus interesses criminosos voltaram-se para o jogo. Em 1936, por ordem de Charlie Luciano, deixou Nova York e mudou-se para a Califórnia, mais exatamente para dirigir as atividades da Máfia em Hollywood. Em 1939, suspeito da autoria do assassinato do colega mafioso Harry Greenberg, foi preso e julgado mas acabou por ser absolvido em 1942, por falta de provas. Entretanto, aproveitando-se do seu temível estatuto, frequentava a alta roda artística e convivia com os mais famosos atores cinematográficos: Gary Cooper e George Raft abriram-lhe dezenas de portas e o dobro de camas de atrizes e de "pin-ups" em voga. Mas não só: Dorothy Taylor, filha de negociantes milionários, casada com o conde italiano Di Frasso, fascista convicto, também deitava o famoso bandido na sua cama. Conta-se que, em viagem a Itália, Siegel ficou instalado na Villa Madama, em Roma, propriedade dos condes Frasso.

## Início da vida
Benjamin Siegel nasceu em 1906 em Williamsburg, Brooklyn, numa família judia pobre imigrada de Letychiv, Podólia Governorate, no Império Russo, actual Ucrânia. No entanto, outras fontes afirmam que a sua família era oriunda da Áustria. Seus pais, Max e Jennie Siegel, alimentavam a imensa mole humana de trabalhadores braçais que faziam não importa o quê por baixos salários. Siegel, o segundo de cinco filhos, prometeu-lhes que subiria na vida e dar-lhes-ia uma vida melhor. Ainda menino, Siegel abandonou a escola e juntou-se a um gangue da Lafayette Street, no Lower East Side de Manhattan. Cometia essencialmente pequenos roubos, até que conheceu Sedway Moe. Com Sedway, Siegel desenvolveu um esquema de proteção em que comerciantes eram obrigados a pagar-lhes um dólar contra a ameaça de incineração das suas mercadorias. A ficha criminal de Siegel incluía assaltos à mão armada, estupro e assassinato, numa espiral de crimes que remontava à sua adolescência.
No decorrer da juventude, fez amizade com Meyer Lansky, especializando-se nos negócios de jogo e roubo de carros. Em 1930, o sua gangue juntou-se com a de Charles Luciano para formar a Murder Inc., na qual ele era o terceiro membro. Siegel teria liquidado o adversário Joe "The Boss" Masseria o que coincidiu com o final da guerra das gangues. Siegel continuou a levar a cabo assassinatos para Luciano e, por volta de 1937, havia um grande número de contratos de Siegel, nomeadamente a eliminação violenta de membros de outros gangues,  o que lhe granjeou bastante ódio por parte de muitos chefes da Máfia. Para o proteger, Lansky e Luciano persuadiram-no a mudar-se para a Califórnia. Na Califórnia, Siegel era o homem chave no gangue de Luciano e Lansky e extorquia dinheiro aos proprietários dos estúdios de filmes. Mais tarde, Siegel pediu 5 milhões de dólares ao sindicato do crime para construir o primeiro super casino/hotel em Las Vegas, o Flamingo Las Vegas. Devido a diversos fatores, mas principalmente por má gestão, o Flamingo Las Vegas tornou-se num fiasco e num desastre finaceiro.
Luciano exigiu o pagamento da dívida mas Siegel, julgando-se mais poderoso do que o "capo di tutti capi", recusou. Luciano, então, ordenou a sua morte. Embora Siegel tenha sido avisado por Lansky deste plano, continuou a recusar-se a pagar, o que lhe foi fatal.
Em 20 de junho de 1947 um mafioso, a mando de Charlie "Lucky" Luciano, entrou por uma janela aberta no apartamento da namorada de Bugsy (a qual, avisada a tempo, saíra "para arejar"), matou-o com sete tiros de uma pistola calibre .30, a que acrescentou uma rajada de metralhadora.
No filme o The Godfather, de Francis Ford Coppola, o personagem de Moe Greene foi baseado em Bugsy Siegel.